# Radič Crnojević
Radič Crnojević se koncem 14. stoljeća prvi od Crnojevića otvoreno, oružanim putem, suprotstavio tada vladajućoj crnogorskoj dinastiji Balšića.
Radič je sin Crnoja Đuraševića, osnivača obitelji Crnojevića. Imao je dva brata - Stefana i Dobrovoja.
Vladajući Balšić, Durađ II., oko 1392. našao se u neprilikama zbog nadiranja Osmanlija. Radič je kontrolirao područja okolo Lovćena i dio priobalja Skadarskoga jezera i osjetio je zgodan trenutak da trajno zbaci Balšiće i zauzme prijestolje. 
Koncem 1392. skopski sandžak-beg Pašajit nezadovoljan tijekom pregovora je uhitio Đurđa II. a Radič se sa svojim postrojbama spostio s planina i osvojio Budvu i Svetomihojsku metohiju (Boka kotorska). Radič se prozvao Gospodarem Zete a susjedna Mletačka Republika ga je podržala i dala mu svoje građanstvo. 
Radič je produljo osvajanja, najprije Grblja a potom je udario i na grad Kotor koji je Đurađu II. plaćao danak,
No, Đurađ II. biva oslobođen zatočeništva te se vraća u domovinu. U sukobu postrojbi zavađenih vladara, koji se odigrao 25. svibnja 1396. godine, gine Radič Crnojević a Balšići ostaju vladati do 1421. godine.
U crngorskoj historiografiji nema dokumentiranih podataka da je Radič Crnojević imao potomaka. Početkom 15. stoljeća sinovi njegovoga brata Stefana, Đurađ i Lješ Crnojević, igrat će značajnu ulogu u političkom i gospodarskom životu tijekom preostale vladavine dinastije Balšića.